# Championnat de Belgique masculin de handball 1989-1990
Navigation
1988-1989 1990-1991
La saison 1989-1990 du championnat de Belgique de handball est la 32e édition de la plus haute division belge de handball. 

## Participants
| Club                | Classement 1988-1989 | Matricule | Localisation | Entraîneur                            | Salle                  | Capacité |
| ------------------- | -------------------- | --------- | ------------ | ------------------------------------- | ---------------------- | -------- |
| Sporting Neerpelt   | 1er                  | 112       | Neerpelt     | Mieczysław Wojczak                    | Sportcentrum Dommelhof |          |
| Initia HC Hasselt   | 2e                   | 142       | Hasselt      | Eddy De Smedt,                        | ?                      |          |
| KV Sasja HC Hoboken | 3e                   | 41        | Anvers       | ?                                     | ?                      |          |
| Union beynoise      | 4e                   | 3         | Beyne-Heusay | Jacky Bar                             | ?                      |          |
| HC Herstal          | 5e                   | 58        | Herstal      | Thierry Herbillon                     | La Ruche               | ?        |
| Apoloon Kortrijk    | ?                    | 198       | Courtrai     | ?                                     | ?                      |          |
| Olse Merksem HC     | ?                    | 48        | Anvers       | ?                                     | ?                      |          |
| ROC Flémalle        | 1er (D2)             | 6         | Flémalle     | Franco Girotto                        | Salle André Cools      | 500      |
| Sporta Evere        | 2e (D2)              | 46        | Evere        | Rudi Vandercammen Dominique Maillard, | ?                      |          |
| Jeunesse Jemeppe    | 3e (D2)              | 66        | Seraing      | ?                                     | Salle du Bois de Mont  | 500      |

- Le Avanti Buggenhout dépose le bilan et annonce sa disparition. Par conséquent, trois équipes sont promues au lieu de deux.

### Localisation
| \| Initia HC Hasselt Union Beynoise Olse Merksem HC KV Sasja HC Sporting Neerpelt HC Herstal Apolloon Kortrijk ROC Flémalle Jeunesse Jemeppe Sporta Evere \| Localisation des clubs engagés dans le championnat |
| Initia HC Hasselt Union Beynoise Olse Merksem HC KV Sasja HC Sporting Neerpelt HC Herstal Apolloon Kortrijk ROC Flémalle Jeunesse Jemeppe Sporta Evere                                                          |

Nombre d'équipes par Province
| # | Province                        | Nombre | Équipe(s)                                                  |
| - | ------------------------------- | ------ | ---------------------------------------------------------- |
| 1 | Province de Liège               | 4      | Union beynoise, HC Herstal, ROC Flémalle, Jeunesse Jemeppe |
| 2 | Province d'Anvers               | 2      | KV Sasja HC Hoboken, Olse Merksem HC                       |
| 2 | Province de Limbourg            | 2      | Initia HC Hasselt, Sporting Neerpelt                       |
| 3 | Région de Bruxelles-Capitale    | 1      | Sporta Evere                                               |
| 3 | Province de Flandre-Occidentale | 1      | Apolloon Kortrijk                                          |

## Compétition

### Organisation du championnat
La saison régulière est disputée par 10 équipes jouant chacune l'une contre l'autre à deux reprises selon le principe des phases aller et retour. Une victoire rapporte 2 points, une égalité, 1 point et, donc une défaite 0 point.
Après la saison régulière, les 4 équipes les mieux classées s'engagent dans les play-offs. Ceux-ci constituent une phase finale qui désignera le champion ainsi que les tickets européens.
Le premier affrontera le quatrième et le deuxième affrontera le troisième à l'issue de deux rencontres aller-retour. 
Contrairement à la saison précédente, il n'y aura pas de Play-downs, les deux dernières équipes sont donc directement reléguées en division 2.

### Saison régulière

#### Classement
|     | Équipe                    | Pts | J  | G  | N | P  | Bp | Bc | Diff |
| --- | ------------------------- | --- | -- | -- | - | -- | -- | -- | ---- |
| 1   | Sporting Neerpelt (T) (C) | 34  | 18 | 17 | 0 | 1  | 0  | 0  |      |
| 2   | KV Sasja HC Hoboken       | ?   | 18 | ?  | ? | ?  | 0  | 0  |      |
| 3   | HC Herstal                | ?   | 18 | ?  | ? | ?  | 0  | 0  |      |
| 4   | Union beynoise            | ?   | 18 | ?  | ? | ?  | 0  | 0  |      |
| 5   | Initia HC Hasselt         | ?   | 18 | ?  | ? | ?  | 0  | 0  |      |
| 6   | Olse Merksem HC           | ?   | 18 | ?  | ? | ?  | 0  | 0  |      |
| 7/8 | Apoloon Kortrijk          | ?   | 18 | ?  | ? | ?  | 0  | 0  |      |
| 7/8 | Sporta Evere              | 12  | 18 | ?  | ? | ?  | 0  | 0  |      |
| 9   | Jeunesse Jemeppe          | ?   | 18 | ?  | ? | ?  | 0  | 0  |      |
| 10  | ROC Flémalle              | 0   | 18 | 0  | 0 | 18 | 0  | 0  |      |

|                 | Qualification pour les Play-Offs  |
|                 | Play-Downs                        |
| (T)             | Tenant du titre                   |
| en augmentation | Promu de 2001                     |
| (C)             | Vainqueur de la Coupe de Belgique |

#### Matchs
| Résultats (dom.\ext.)                                      | SNE   | AKO | HER   | IHA | KVS   | OME   | UBE   | JEM   | ROC   | EVE |
| Sporting Neerpelt                                          |       | -   | -     | -   | -     | -     | -     | -     | 32-11 | -   |
| Apoloon Kortrijk                                           | -     |     | -     | -   | -     | -     | -     | 22-18 | -     | -   |
| HC Herstal                                                 | -     | -   |       | -   | 16-26 | -     | -     | -     | -     | -   |
| Initia HC Hasselt                                          | -     | -   | -     |     | -     | -     | 18-18 | -     | -     | -   |
| KV Sasja HC Hoboken                                        | -     | -   | -     | -   |       | 20-17 | -     | -     | -     | -   |
| Olse Merksem HC                                            | -     | -   | -     | -   | -     |       | -     | -     | -     | -   |
| Union Beynoise                                             | 16-22 | -   | -     | -   | -     | -     |       | -     | -     | -   |
| Jeunesse Jemeppe                                           | -     | -   | -     | -   | -     | -     | -     |       | -     | -   |
| ROC Flémalle                                               | -     | -   | -     | -   | -     | -     | -     | -     |       | -   |
| Sporta Evere                                               | -     | -   | 14-15 | -   | -     | -     | -     | -     | -     |     |
| - Victoire à domicile - Match nul - Victoire à l'extérieur |       |     |       |     |       |       |       |       |       |     |

### Play-offs

#### Demi-finales
| Date Aller    | Club                | Aller | Total | Retour | Club           | Date Retour   |
| ------------- | ------------------- | ----- | ----- | ------ | -------------- | ------------- |
| 21 avril 1990 | KV Sasja HC Hoboken | 15-11 | 31-36 | 16-25  | HC Herstal     | 22 avril 1990 |
| 21 avril 1990 | Sporting Neerpelt   | 25-21 | 52-47 | 27-26  | Union beynoise | 22 avril 1990 |

#### match pour la troisième place
| Date Aller    | Club           | Aller | Total | Retour | Club                | Date Retour   |
| ------------- | -------------- | ----- | ----- | ------ | ------------------- | ------------- |
| 28 avril 1990 | Union beynoise | 19-25 | 49-52 | 20-17  | KV Sasja HC Hoboken | 29 avril 1990 |

#### Finales
| Date Aller    | Club              | Aller | Total | Retour | Club       | Date Retour   |
| ------------- | ----------------- | ----- | ----- | ------ | ---------- | ------------- |
| 28 avril 1990 | Sporting Neerpelt | 19-15 | 42-38 | 23-23  | HC Herstal | 29 avril 1990 |

## Classement final
| Rang | Équipe                  |
| ---- | ----------------------- |
| 1er  | Sporting Neerpelt (T)   |
| 2e   | HC Herstal              |
| 3e   | KV Sasja HC Hoboken     |
| 4e   | Union beynoise          |
| 5e   | Initia HC Hasselt (C) * |
| 6e   | Olse Merksem HC         |
| ?    | Apoloon Kortrijk        |
| ?    | Sporta Evere            |
| 9e   | Jeunesse Jemeppe        |
| 10e  | ROC Flémalle            |

|                 | Champion de Belgique et qualifiés pour la Coupe des clubs champions |
|                 | Qualifiés pour la Coupe IHF                                         |
|                 | Qualification pour la Coupe des coupes                              |
|                 | Relégués en division 2                                              |
| (T)             | Tenant du titre                                                     |
| (C)             | Vainqueur de la Coupe de Belgique                                   |
| en augmentation | Promu de début de saison en Division 1                              |

* l'Initia HC Hasselt jouera en Coupe des vainqueurs de coupe, grâce à la finale remportée en Coupe de Belgique.

## Classement des buteurs
| #  | Joueur | Équipe | Buts |
| -- | ------ | ------ | ---- |
| 01 | ?      | ?      | ?    |
| 02 | ?      | ?      | ?    |
| 03 | ?      | ?      | ?    |
| 04 | ?      | ?      | ?    |
| 05 | ?      | ?      | ?    |
| 06 | ?      | ?      | ?    |
| 07 | ?      | ?      | ?    |
| 08 | ?      | ?      | ?    |
| 09 | ?      | ?      | ?    |
| 10 | ?      | ?      | ?    |

## Parcours en coupes d'Europe
| Club              | Compétition               | Tour d'entrée | Résultat            | Dernier adversaire   |
| Sporting Neerpelt | Coupe des clubs champions | 1er tour      | éliminé au 1er tour | UHK Volksbank Vienne |
| HC Herstal        | Coupe des coupes          | 1er tour      | éliminé au 1er tour | HV Aalsmeer          |
| Initia HC Hasselt | Coupe IHF                 | 1er tour      | éliminé en 1er tour | USM Gagny            |

## Bilan de la saison
| Tableau d'honneur de la saison 1989-1990 |                                            |              |
| Compétition                              | Vainqueur                                  | Commentaire  |
| Championnat de Belgique                  | Sporting Neerpelt                          | 9e titre     |
| Coupe de Belgique                        | Initia HC Hasselt                          | 2e victoire  |
| Qualifications européennes               |                                            |              |
| Compétition                              | Qualifiés                                  | Qualifiés    |
| Coupe des clubs champions                | Sporting Neerpelt                          | Premier tour |
| Coupe des coupes                         | Initia HC Hasselt                          | Premier tour |
| Coupe IHF                                | HC Herstal                                 | Premier tour |
| Promotions et relégations                |                                            |              |
| Promu en Division 1 (D1)                 | ROC Flémalle Sporta Evere Jeunesse Jemeppe | 1er 2e 3e    |
| Relégation en Division 2 (D2)            | Jeunesse Jemeppe ROC Flémalle              | 9e 10e       |